# Freudeneck (Rattelsdorf)

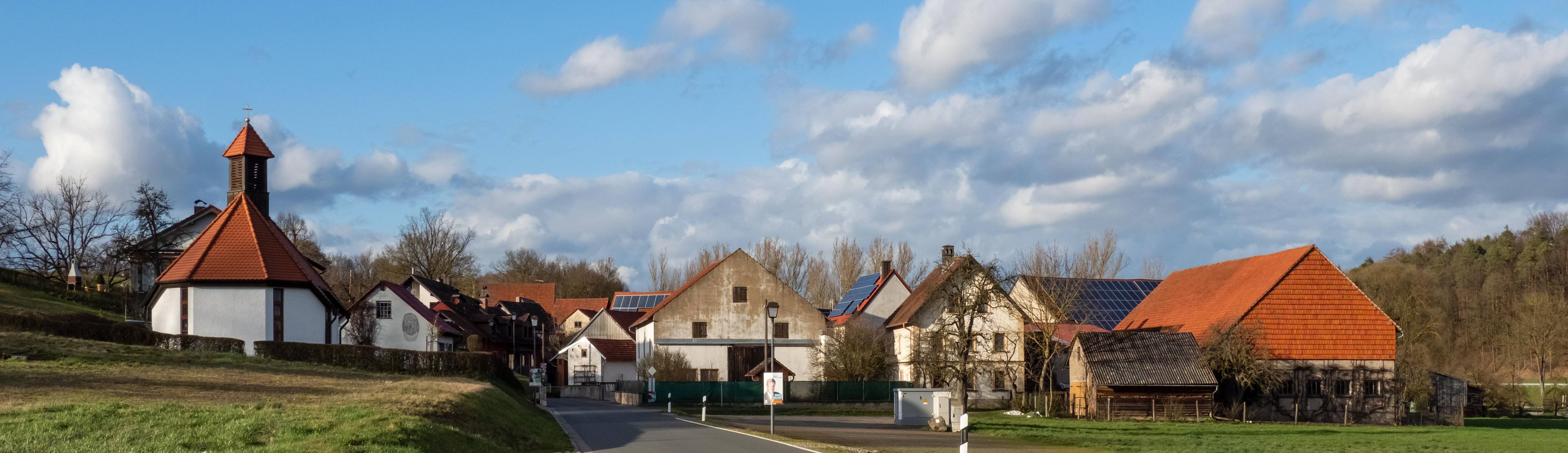
Blick auf Freudeneck von Süden

Freudeneck ist ein Gemeindeteil des Marktes Rattelsdorf im oberfränkischen Landkreis Bamberg mit 37 Einwohnern.

## Geografie
Das Dorf Freudeneck liegt an der Itz. Nachbarorte sind Helfenroth und Medlitz (beide Markt Rattelsdorf) im Norden, Unterbrunn (Markt Ebensfeld, Landkreis Lichtenfels) im Nordosten, Unterleiterbach (Markt Zapfendorf) im Osten, Zapfendorf im Südosten, Höfen und Rattelsdorf im Süden sowie Zeitzenhof und Untermanndorf im Westen. Durch den Ort verläuft der Fränkische Marienweg.

## Geschichte
Im Jahr 1376 wurde Freudeneck erstmals urkundlich erwähnt, als Albrecht von Lichtenstein und Karl Fuchs einen Hof in der Gemarkung „Fröudeneck“ erhalten hatten. Bis 1972 gehörte der Ort zum aufgelösten Landkreis Ebern und damit zu Unterfranken. Im Jahre 1978 wurde Freudeneck als Gemeindeteil der Gemeinde Höfen mit Höfenneusig in den Markt Rattelsdorf eingegliedert. In die Liste der Baudenkmäler in Freudeneck sind drei Objekte eingetragen.

## Brauerei
In Freudeneck ist die Brauerei Fischer beheimatet. Mit seinen 37 Einwohnern ist Freudeneck die kleinste Ortschaft im Landkreis Bamberg mit einer Brauerei.

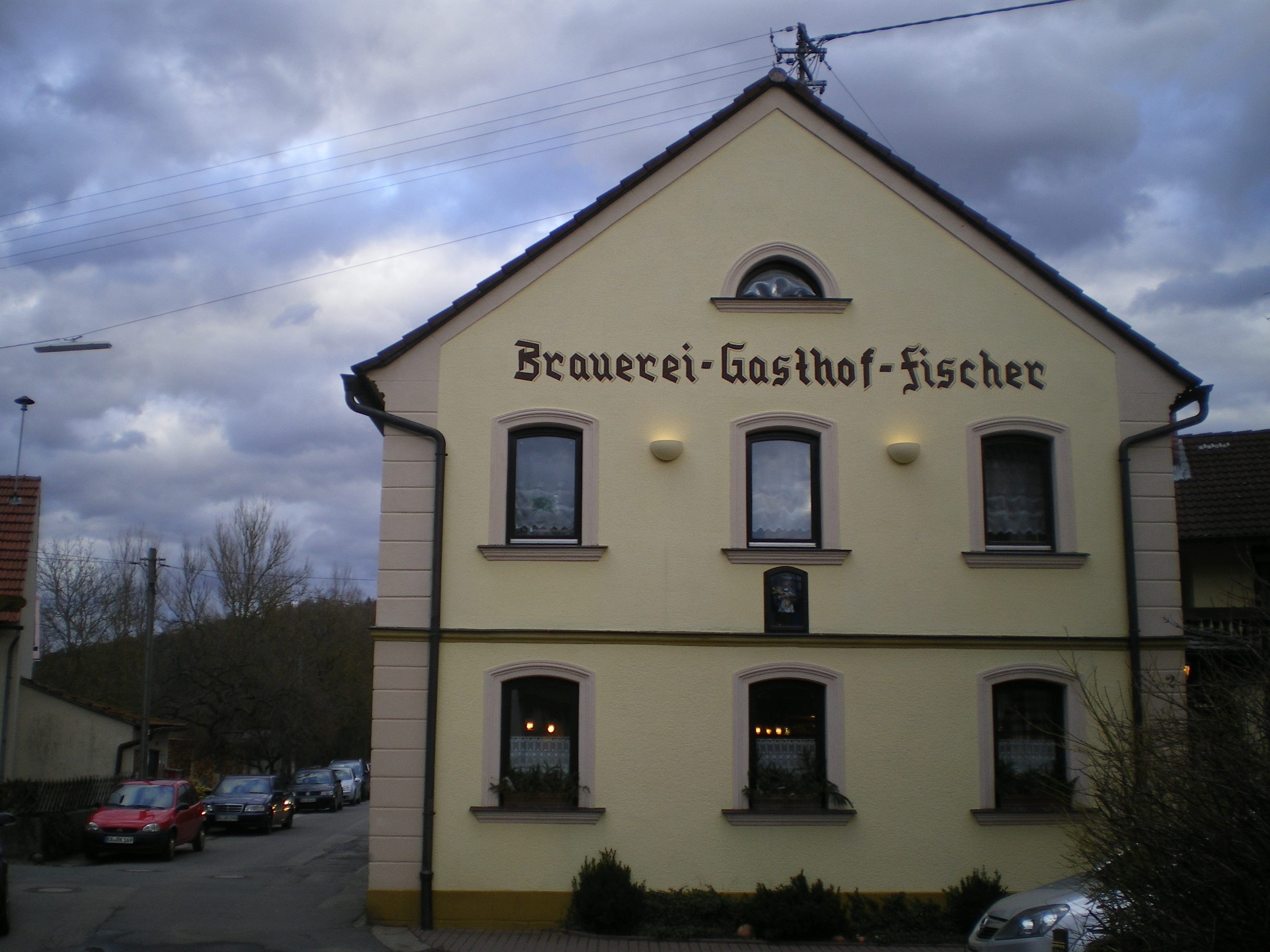
Brauerei Fischer
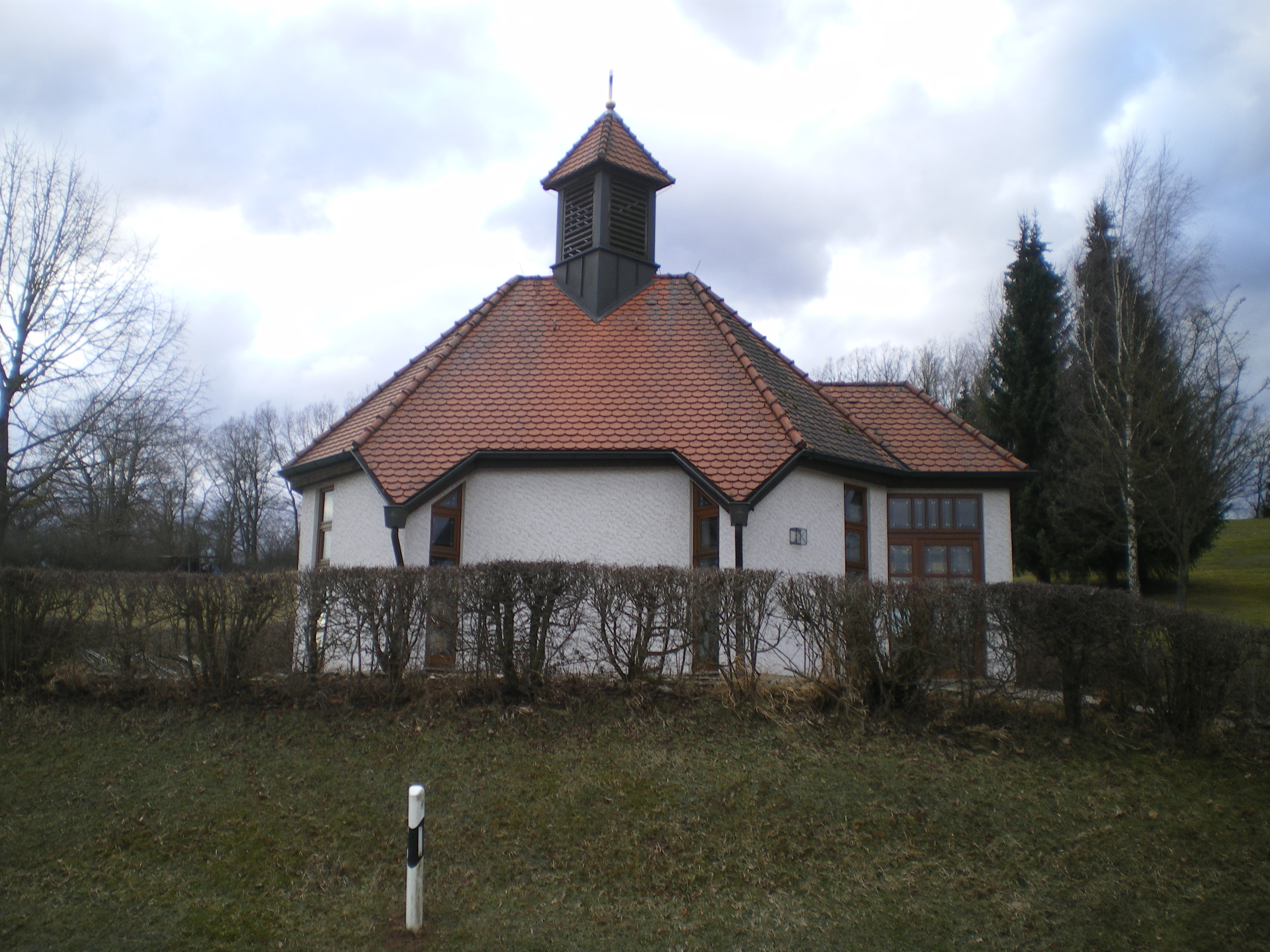
Kapelle Maria Königin (Einweihung 1992)
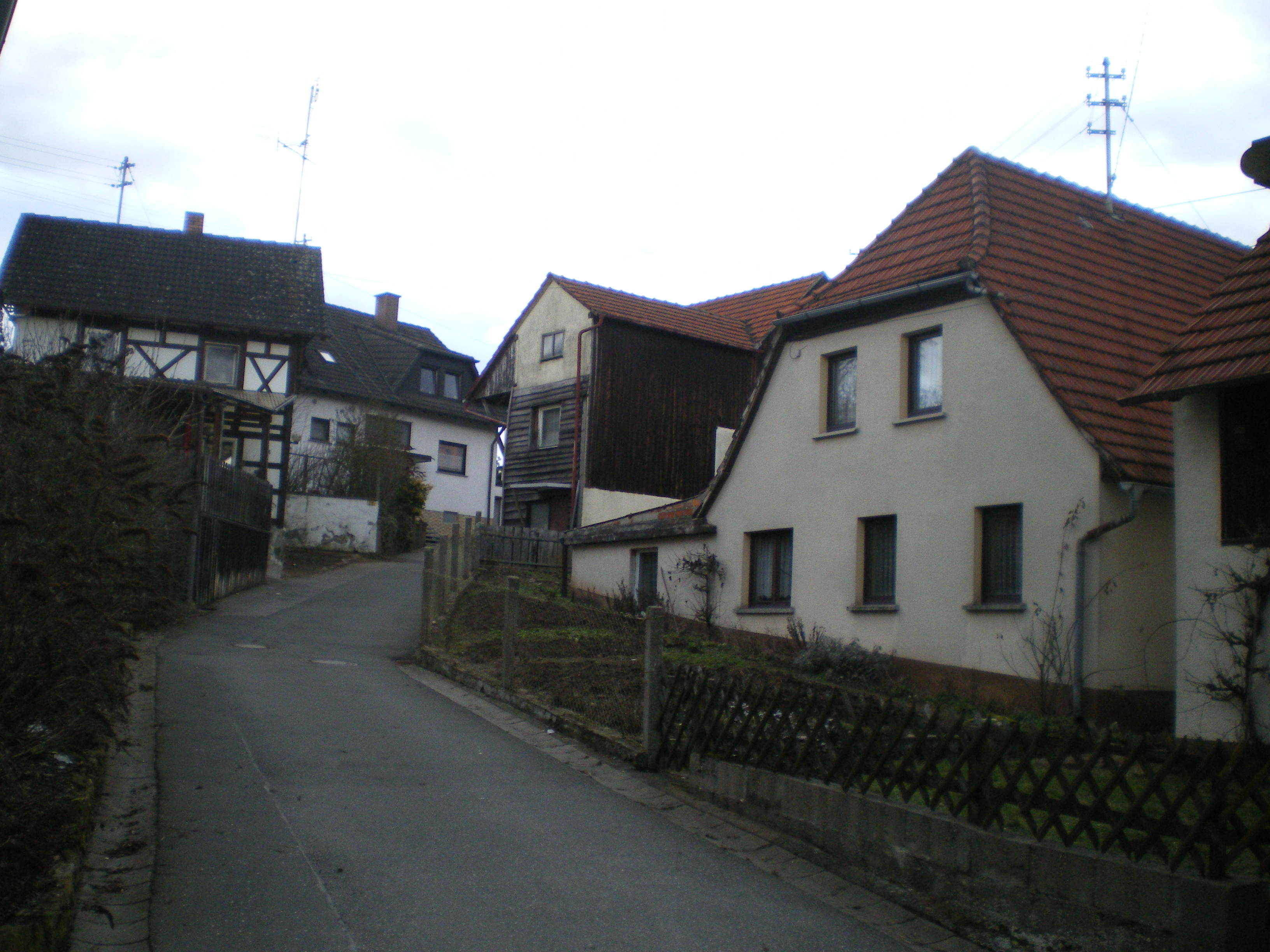
Ortskern
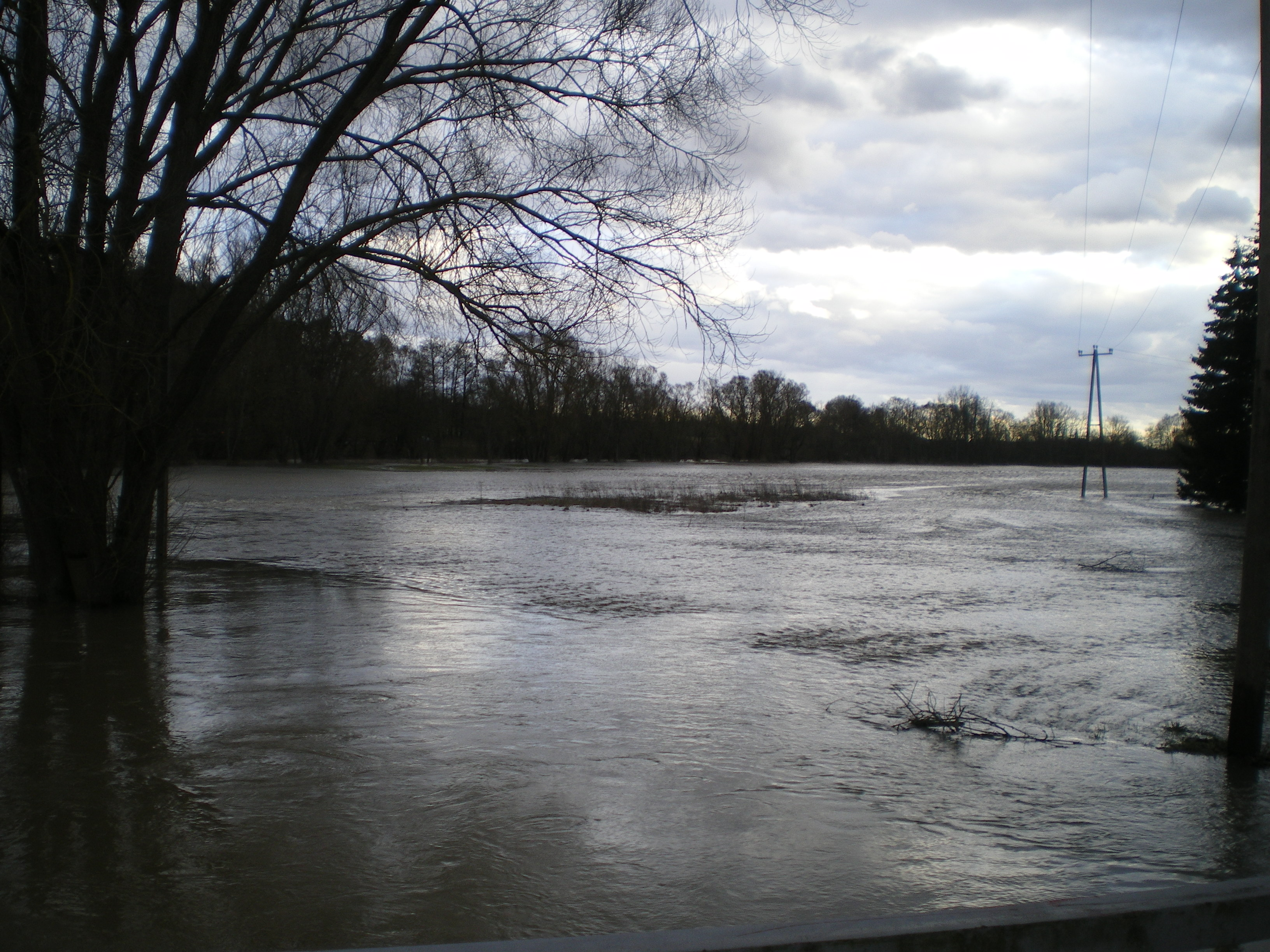
Hochwasser der Itz im Februar 2010
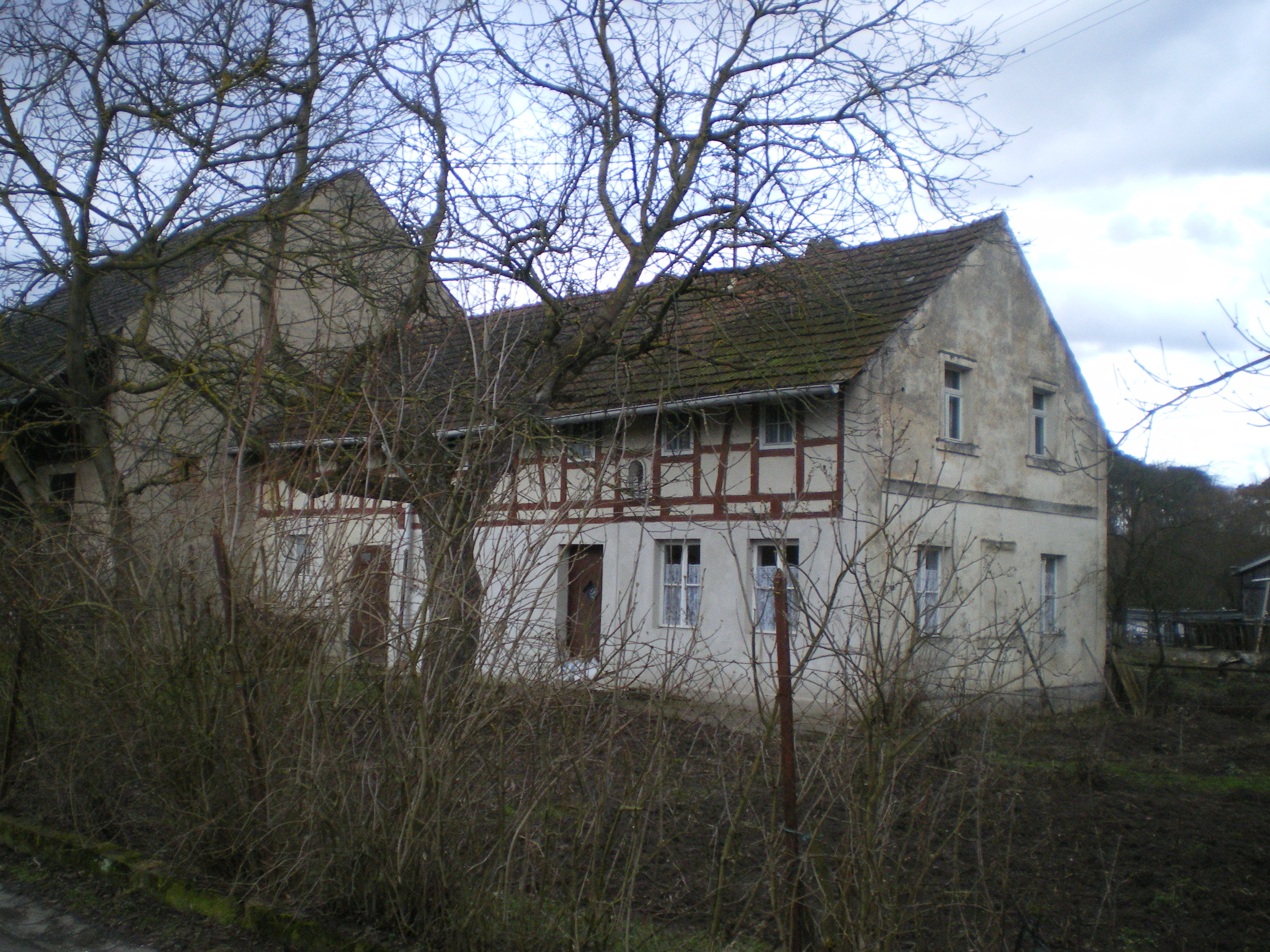
Bäuerliches Anwesen

## Burgstall
Im Daschendorfer Forst westlich des Ortes liegt der  Burgstall Freudeneck.
Die später geschleifte Burg war Schauplatz der Sage vom Zwerg von Freudeneck.